# Német női labdarúgókupa
A DFB Frauen-Pokal vagy Női Német Kupa az első számú nemzeti női labdarúgó kuparendezvény Németországban, ennélfogva a női megfelelője a DFB-Pokalnak. 1980-ban hozták létre nyugaton, és tíz évvel később csatlakoztak a keleti csapatok is.

## Győztesek
Mielőtt Németország újraegyesült, a kupában csak a korábbi nyugat csapatai szerepeltek.

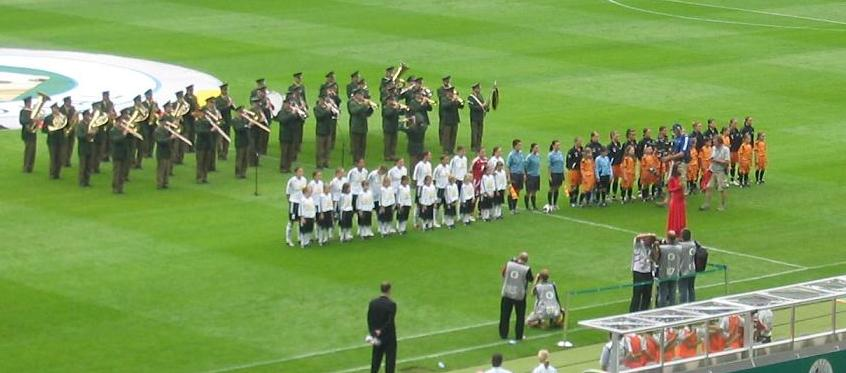
2007-es döntő a berlini Olimpiai Stadionban

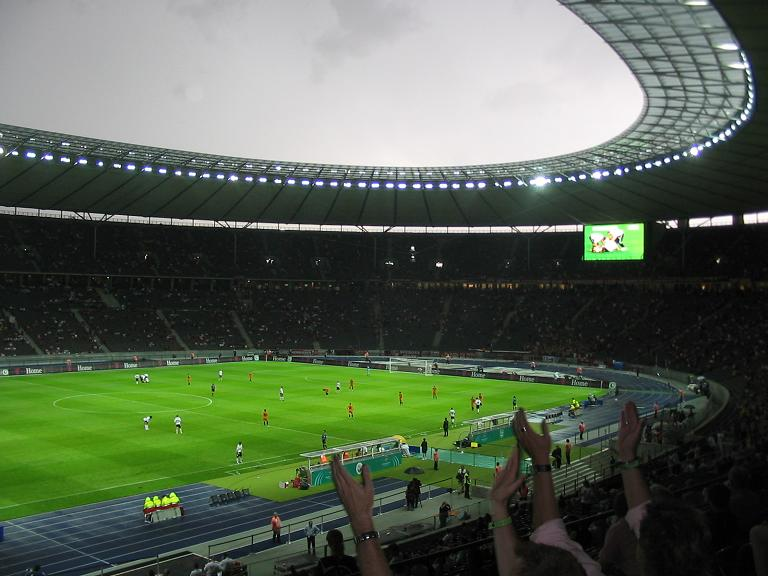
2007-es döntő a berlini Olimpiai Stadionban

- 2025 Bayern München
- 2024 VfL Wolfsburg
- 2023 VfL Wolfsburg
- 2022 VfL Wolfsburg
- 2021 VfL Wolfsburg
- 2020 VfL Wolfsburg
- 2019 VfL Wolfsburg
- 2018 VfL Wolfsburg
- 2017 VfL Wolfsburg
- 2016 VfL Wolfsburg
- 2015 VfL Wolfsburg
- 2014 1. FFC Frankfurt
- 2013 VfL Wolfsburg
- 2012 Bayern München
- 2011 1. FFC Frankfurt
- 2010 FCR 2001 Duisburg
- 2009 FCR 2001 Duisburg
- 2008 1. FFC Frankfurt
- 2007 1. FFC Frankfurt
- 2006 1. FFC Turbine Potsdam
- 2005 1. FFC Turbine Potsdam
- 2004 1. FFC Turbine Potsdam
- 2003 1. FFC Frankfurt
- 2002 1. FFC Frankfurt
- 2001 1. FFC Frankfurt
- 2000 1. FFC Frankfurt
- 1999 1. FFC Frankfurt
- 1998 FCR Duisburg
- 1997 SV Grün-Weiß Brauweiler
- 1996 FSV Frankfurt
- 1995 FSV Frankfurt
- 1994 SV Grün-Weiß Brauweiler
- 1993 TSV Siegen
- 1992 FSV Frankfurt
- 1991 SV Grün-Weiß Brauweiler
- 1990 FSV Frankfurt
- 1989 TSV Siegen
- 1988 TSV Siegen
- 1987 TSV Siegen
- 1986 TSV Siegen
- 1985 FSV Frankfurt
- 1984 SSG 09 Bergisch Gladbach
- 1983 KBC Duisburg
- 1982 SSG 09 Bergisch Gladbach
- 1981 SSG 09 Bergisch Gladbach

## Külső hivatkozások
- Hivatalos honlap a DFB-n